# Sangoen
Le Sangoen est une industrie lithique préhistorique attestée dans une grande partie de l'Afrique subsaharienne, allant de l'Afrique de l'Ouest à l'Afrique orientale et australe. Le Sangoen fait suite à l'Acheuléen supérieur et fait partie du Paléolithique moyen d'Afrique, autrement appelé Middle Stone Age.

## Site type
Le Sangoen tire son nom du site de Sango Bay, sur la rive ouest du lac Victoria, en Ouganda, où cette industrie fut découverte pour la première fois en 1920. 

## Caractéristiques
Le Sangoen est caractérisé par de gros outils façonnés de type pic ou hache, souvent à section triangulaire, mais aussi par des outils plus petits, tels que des grattoirs.

## Chronologie
Les sites sangoens sont pour la plupart assez mal datés, mais on constate dans la stratigraphie de plusieurs sites africains que l'industrie sangoenne succède à l'Acheuléen tout en précédant d'autres industries du Paléolithique moyen d'Afrique. Cette position stratigraphique pourrait situer le Sangoen entre 300 000 et 200 000 ans avant le présent.

## Sites attribués au Sangoen
Outre le site éponyme de Sango Bay, on trouve aussi en Ouganda le site de la rivière Kagera.
Le site des Chutes de Kalambo, en Zambie, près de la frontière avec la Tanzanie, a livré une importante industrie sangoenne dans une séquence stratigraphique bien préservée.
On trouve aussi des sites sangoens notamment au Ghana, au Nigeria, au Kenya, au Congo, en Angola, et au Zimbabwe. Le Sangoen a longtemps été interprété comme une adaptation au milieu forestier, mais cette hypothèse est aujourd'hui remise en question depuis la découverte de Sangoen dans de nombreux types d'environnement.